# Manitoba Moose
Manitoba Moose er et professionelt ishockeyhold i American Hockey League. (AHL). De kommer fra Winnipeg, Manitoba, Canada og spiller i MTS Centre.

## Nuværende spillere
pr. 21. juli 2008 
| Goaltenders | Goaltenders | Goaltenders    | Goaltenders | Goaltenders | Goaltenders               |
| ----------- | ----------- | -------------- | ----------- | ----------- | ------------------------- |
| #           |             | Player         | Catches     | Acquired    | Place of Birth            |
| 1           | USA         | Karl Goehring  | L           | 2008        | Apple Valley, Minnesota   |
| 35          | USA         | Cory Schneider | L           | 2007        | Marblehead, Massachusetts |

| Defencemen | Defencemen | Defencemen        | Defencemen | Defencemen | Defencemen                  |
| ---------- | ---------- | ----------------- | ---------- | ---------- | --------------------------- |
| #          |            | Player            | Shoots     | Acquired   | Place of Birth              |
| 2          | USA        | Travis Ramsey     | R          | 2008       | Lakewood, Californien       |
| 5          | Canada     | Nolan Baumgartner | R          | 2008       | Calgary, Alberta            |
| 6          | Sverige    | Daniel Rahimi     | L          | 2008       | Umeå, Sverige               |
| 14         | Canada     | Dylan Yeo         | L          | 2007       | Prince Albert, Saskatchewan |
| 18         | USA        | Zack Fitzgerald   | L          | 2007       | Two Harbors, Minnesota      |
| 22         | USA        | Trevor Ludwig     | L          | 2008       | Grapevine, Texas            |
| 26         | Canada     | Shaun Heshka      | R          | 2006       | Melville, Saskatchewan      |
| 27         | Canada     | Lawrence Nycholat | L          | 2008       | Calgary, Alberta            |
| 28         | Canada     | Maxime Fortunus   | R          | 2005       | Melville, Saskatchewan      |
| 43         | USA        | Jim Sharrow       | R          | 2007       | Framingham, Massachusetts   |

| Forwards | Forwards  | Forwards             | Forwards | Forwards | Forwards | Forwards                 |
| -------- | --------- | -------------------- | -------- | -------- | -------- | ------------------------ |
| #        |           | Player               | Position | Shoots   | Acquired | Place of Birth           |
| 7        | Canada    | Michel Ouellet       | RW       | R        | 2008     | Rimouski, Quebec         |
| 10       | Canada    | Jason Krog           | C        | R        | 2008     | Fernie, British Columbia |
| 11       | Canada    | Rick Rypien          | C        | R        | 2005     | Coleman, Alberta         |
| 12       | Canada    | Mike Keane           | RW       | R        | 2005     | Winnipeg, Manitoba       |
| 15       | Canada    | Jason Jaffray        | LW       | L        | 2005     | Olds, Alberta            |
| 17       | Danmark   | Jannik Hansen        | RW       | R        | 2006     | Herlev, Danmark          |
| 19       | USA       | Mark Cullen          | C        | L        | 2008     | Virginia, Minnesota      |
| 23       | Canada    | Dan Gendur           | RW       | R        | 2008     | Vancouver, BC            |
| 29       | Canada    | Raymond Sawada       | RW       | R        | 2008     | Richmond, BC             |
| 32       | Canada    | Pierre-Cedric Labrie | LW       | R        | 2007     | Baie-Comeau, Quebec      |
| 37       | Canada    | Darryl Bootland      | RW       | R        | 2007     | Schomberg, ON            |
| 38       | USA       | Greg Rallo           | C        | R        | 2008     | Gurnee, Illinois         |
| 39       | Canada    | Mark Derlago         | LW       | L        | 2008     | Brandon, Manitoba        |
| 40       | Østrig    | Michael Grabner      | RW       | L        | 2007     | Villach, Austria         |
| 41       | Canada    | Guillaume Desbiens   | RW       | L        | 2008     | Alma, Quebec             |
| 42       | Canada    | Oren Eizenman        | C        | L        | 2008     | Toronto, Ontario         |
| 46       | Canada    | Scott Howes          | LW       | L        | 2008     | Toronto, Ontario         |
| 49       | Canada    | Alexandre Bolduc     | C        | R        | 2006     | Montréal, Québec         |
| 51       | Canada    | Dirk Southern        | RW       | R        | 2008     | Winnipeg, Manitoba       |
| 55       | Slovakiet | Mario Bliznak        | C        | L        | 2007     | Trencin, Slovakiet       |
| --       | Canada    | Kyle Wellwood        | C        | L        | 2008     | Windsor, Ontario         |